# NGC 6261
NGC 6261 (również PGC 59286 lub UGC 10617) – galaktyka spiralna (S0-a), znajdująca się w gwiazdozbiorze Herkulesa. Odkrył ją Édouard Jean-Marie Stephan 13 lipca 1880 roku. Jest to galaktyka z aktywnym jądrem typu LINER; jest też zaliczana do radiogalaktyk.
W galaktyce tej zaobserwowano supernowe SN 2007hu i SN 2008dt.